# Saint-Julien-de-Raz
Saint-Julien-de-Raz és un municipi francès situat al departament de la Isèra i a la regió d'Alvèrnia-Roine-Alps. L'any 2007 tenia 432 habitants.

## Demografia

### Població
El 2007 la població de fet de Saint-Julien-de-Raz era de 432 persones. Hi havia 154 famílies de les quals 40 eren unipersonals (20 homes vivint sols i 20 dones vivint soles), 43 parelles sense fills, 63 parelles amb fills i 8 famílies monoparentals amb fills.
La població ha evolucionat segons el següent gràfic:
Habitants censats

### Habitatges
El 2007 hi havia 191 habitatges, 168 eren l'habitatge principal de la família, 17 eren segones residències i 5 estaven desocupats. 179 eren cases i 9 eren apartaments. Dels 168 habitatges principals, 147 estaven ocupats pels seus propietaris, 18 estaven llogats i ocupats pels llogaters i 3 estaven cedits a títol gratuït; 1 tenia una cambra, 2 en tenien dues, 19 en tenien tres, 44 en tenien quatre i 102 en tenien cinc o més. 130 habitatges disposaven pel capbaix d'una plaça de pàrquing. A 66 habitatges hi havia un automòbil i a 95 n'hi havia dos o més.

### Piràmide de població
La piràmide de població per edats i sexe el 2009 era:
| Homes | Edats   | Dones |
| ----- | ------- | ----- |
| 0     | 95 o +  | 0     |
| 0     | 90 a 94 | 8     |
| 0     | 85 a 89 | 4     |
| 4     | 80 a 84 | 4     |
| 4     | 75 a 79 | 16    |
| 20    | 70 a 74 | 16    |
| 16    | 65 a 69 | 12    |
| 12    | 60 a 64 | 20    |
| 4     | 55 a 59 | 12    |
| 20    | 50 a 54 | 8     |
| 24    | 45 a 49 | 16    |
| 12    | 40 a 44 | 12    |
| 32    | 35 a 39 | 16    |
| 12    | 30 a 34 | 16    |
| 8     | 25 a 29 | 8     |
| 12    | 20 a 24 | 4     |
| 24    | 15 a 19 | 4     |
| 12    | 10 a 14 | 20    |
| 12    | 5 a 9   | 8     |
| 8     | 0 a 4   | 4     |

## Economia
El 2007 la població en edat de treballar era de 290 persones, 209 eren actives i 81 eren inactives. De les 209 persones actives 199 estaven ocupades (106 homes i 93 dones) i 10 estaven aturades (4 homes i 6 dones). De les 81 persones inactives 21 estaven jubilades, 30 estaven estudiant i 30 estaven classificades com a «altres inactius».

### Ingressos
El 2009 a Saint-Julien-de-Raz hi havia 169 unitats fiscals que integraven 431,5 persones, la mediana anual d'ingressos fiscals per persona era de 22.274 €.

### Activitats econòmiques
Dels 17 establiments que hi havia el 2007, 1 era d'una empresa de fabricació d'altres productes industrials, 7 d'empreses de construcció, 2 d'empreses de comerç i reparació d'automòbils, 2 d'empreses d'hostatgeria i restauració, 1 d'una empresa d'informació i comunicació, 3 d'empreses de serveis i 1 d'una empresa classificada com a «altres activitats de serveis».
Dels 6 establiments de servei als particulars que hi havia el 2009, 1 era un taller de reparació d'automòbils i de material agrícola, 1 guixaire pintor, 1 fusteria, 2 electricistes i 1 restaurant.
L'any 2000 a Saint-Julien-de-Raz hi havia 7 explotacions agrícoles que ocupaven un total de 264 hectàrees.

## Equipaments sanitaris i escolars
L'únic equipament sanitari que hi havia el 2009 era un hospital de tractaments de mitja durada (seguiment i rehabilitació).

## Poblacions més properes
El següent diagrama mostra les poblacions més properes.